# Vesle Tavleøya

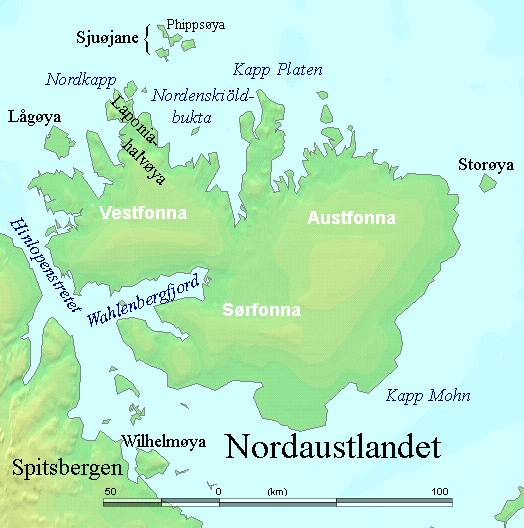
Lägeskarta

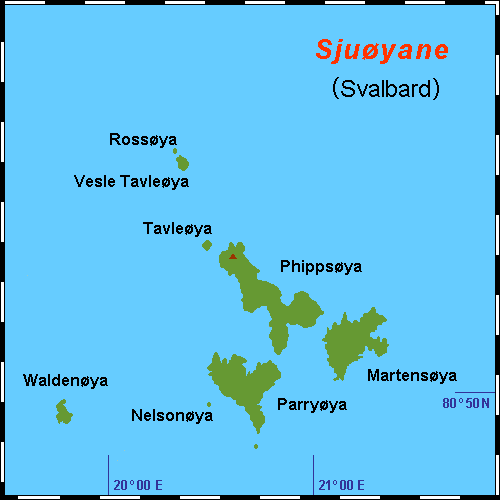
Sjuöarna.

Vesle Tavleøya (svenska: Lilla Skifferön) är en liten klippö i ögruppen Sjuöarna i nordöstra Svalbard. Ögruppen är det nordligaste området i Svalbard och en av Svalbards ytterpunkter .

## Geografi
Vesle Tavleøya ligger cirka 350 km nordöst om Longyearbyen och cirka 50 km norr om Nordaustlandet vid Nordenskiöldbukta i Norra ishavet.
Ön ligger cirka 5 km nordväst om huvudön Phippsøya och strax söder om Svalbards nordligaste plats Rossøya. Vesle Tavleøya kännetecknas av ett högt berg med kapad topp.
Förvaltningsmässigt ingår den obebodda Vesle Tavleøya i naturreservatet Nordaust-Svalbard naturreservat .

## Historia
Sjuöarna upptäcktes möjligen redan 1618 av holländska valfångare från Enkhuizen.
Vesle Tavleøya namngavs efter den bergart (skiffer) som den huvudsakligen består av .
1899 var ön den nordligaste mätpunkt under den Svensk-ryska gradmätningsexpeditionen.
1973 inrättades Nordaust-Svalbard naturreservat .